# Bruno Valentim
Bruno Valentim (ur. 17 sierpnia 1966, Maputo) – portugalski niepełnosprawny sportowiec uprawiający boccię, trzykrotny medalista paraolimpijski i wielokrotny medalista mistrzostw świata w kategorii BC4 (zawodnicy, zwykle w wysokim stopniu niepełnosprawności, którzy mogą samodzielnie wyrzucać kulę z rąk bez pomocy asystentów).

## Życiorys
Urodził się w Maputo, jednak przeniósł się do Portugalii. Kiedy miał około 12–13 lat, zdiagnozowano u niego dystrofię mięśni. W latach późniejszych studiował geologię na uniwersytecie w Porto.
Poza sportem, pracuje też jako nauczyciel. Związany jest z Xaną, z którą ma jednego syna - Bebeto. Zna cztery języki: angielski, francuski, portugalski i hiszpański. Mieszka w Porto.

## Sport
W 2001 roku zdobył srebrny medal mistrzostw Europy indywidualnie i złoty medal w duecie. Rok później został mistrzem świata zarówno w duecie, jak i indywidualnie, a w 2003 roku zwyciężył w obu kategoriach w Pucharze Świata.
W 2004 roku na letniej paraolimpiadzie, startował w dwóch konkurencjach. W indywidualnych zmaganiach w kategorii BC4, zdobył srebrny medal. Wygrał wszystkie mecze grupowe (stosunek punktów 29–4). W półfinale pokonał Słowaka, Martina Streharskiego, jednak w finale uległ Leung Yuk Wingowi z Hongkongu. W zawodach par, również zdobył srebro (jego partnerem był Fernando Pereira). W turnieju wystartowało sześć par, które toczyły mecze systemem każdy z każdym. Portugalczycy wygrali trzy pojedynki, a dwa przegrali. O bezpośrednim zdobyciu przez nich srebrnych medali decydował lepszy stosunek punktów – 30–18 (dwie pozostałe pary miały gorsze bilanse – Słowacy mieli bilans ujemny, natomiast Węgrzy mieli bilans +3).
W 2005 roku został mistrzem Europy indywidualnie i wicemistrzem w duecie. Rok później okazał się najlepszy na świecie w parze i indywidualnie. W 2007 roku zdobył brąz w konkurencji indywidualnej na mistrzostwach świata, a w parze został wicemistrzem globu.
W 2008 roku w Pekinie, wystartował w tych samych konkurencjach, co cztery lata wcześniej. W konkurencji indywidualnej, odpadł po fazie grupowej, pomimo wygrania dwóch pojedynków i jednego przegranego (przegrał ze swoim partnerem deblowym – Fernando Pereirą). Z tym samym zawodnikiem wystąpił w parze podczas kolejnych zawodów. Wyszli z grupy A z drugiego miejsca. W półfinale ograli duet hiszpański (Dueso/Baixauli), jednak w finale pokonał ich duet brazylijski Pinto/Santos.
Valentim był wielokrotnym liderem w światowym rankingu zarówno indywidualnie jak i w duecie.
Valentim nie uprawia już tej dyscypliny, obecnie zajmuje się strzelectwem. Chciał wypełnić minimum kwalifikacyjne na igrzyska w Londynie, jednak ta sztuka mu się nie udała.